# Жан-Клод Паскаль
Жан-Клод Паска́ль (фр. Jean-Claude Pascal, справжнє прізвище Вільміно, фр. Villeminot; 24 жовтня 1927, Париж — 5 травня 1992, Кліші) — французький співак, переможець конкурсу пісні Євробачення 1961 року.

## Біографія
Після закінчення Сорбонни, де він вивчав економіку і право, працював дизайнером одягу у Крістіана Діора, потім створював костюми для театральних і кінопостановок. В 1949 дебютував на театральній сцені. Визнання на естраді отримав в 1958 році. Представляючи Люксембург, став переможцем конкурсу пісні Євробачення в 1961 році, виконавши композицію «Nous Les Amoureux». Через двадцять років знову представляв Люксембург на конкурсі 1981 року, але з піснею «C'est peut-être pas l'Amerique» і зайняв лише 11 місце. За час своєї кар'єри записав більше 50 альбомів на різних мовах, завоювавши популярність у багатьох країнах.
Як актор знявся в багатьох популярних фільмах 1950-60-х років, у тому числі, в ряді костюмованих картин («Анжеліка і султан» (1968) і інших). У 1970-ті роки знімався, в основному, в телевізійних постановках. В 1986 опублікував автобіографію, після чого написав ряд історичних романів. Похований на кладовищі Монпарнас.

## Особисте життя
Жан-Клод Паскаль був геєм, проте все життя приховував власну гомосексуальність.